# Prenocéfalo
Prenocephale (do latim "cabeça inclinada") é um gênero de dinossauro herbívoro e bípede que viveu no final do período Cretáceo. Media em torno de 2,2 metros de comprimento e 40 quilogramas de massa.
O Prenocephale viveu na Ásia e seus fósseis foram encontrados na Mongólia em meados de 1970. A nomeação oficial da espécie ocorreu em 1974. Provavelmente dividia seu habitat com um animal semelhante, o Tylocephale. O focinho do Prenocephale era mais fino que o de outros paquicefalossaurídeos, indicando hábitos alimentares diferentes. Provavelmente era caçado por tarbossauros.
É possível que Sphaerotholus e Homalocephale sejam simplesmente jovens Prenocephale.